# Біатлон на зимових Олімпійських іграх 2002
Змагання з біатлону на XIX зимових Олімпійських іграх проходили на спеціально побудованому до Олімпіади лижному центрі «Soldier Hollow», розташованому в національному парку Восач-Маунтін в окрузі Восач, штат Юта, поблизу Гебер-Сіті, на південний схід від Солт-Лейк-Сіті з 9 по 20 лютого 2002 року.

## Короткий огляд

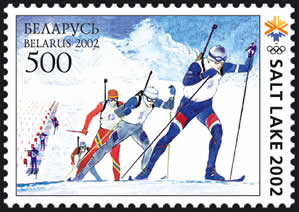
Білоруська поштова марка, присвячена зимовим Олімпійським іграм 2002

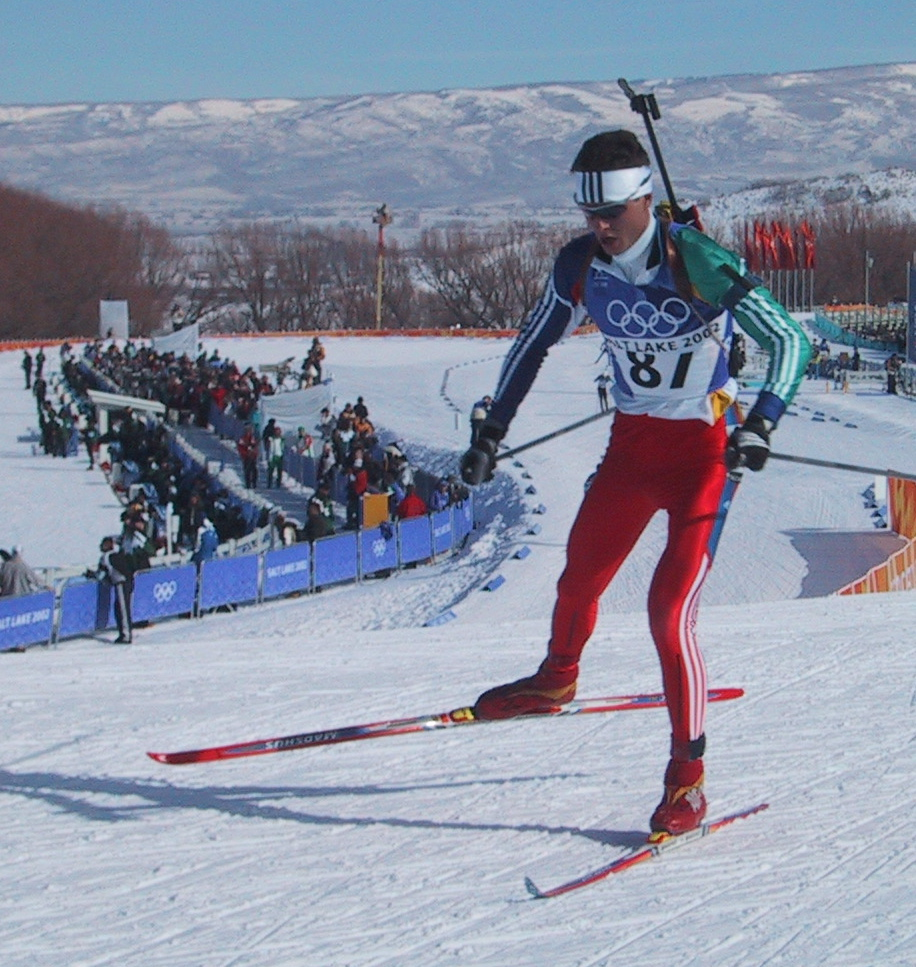
Олімпійський чемпіон 2002 року в естафеті у чоловіків Фруде Андресен на трасі

Спортсмени розіграли 8 комплектів нагород (по чотири у чоловіків і жінок). Уперше в історії Олімпійських ігор були розіграні медалі в гонці переслідування на 12,5 км для чоловіків і на 10 км для жінок. Ці змагання вперше відбулися на чемпіонаті світу 1997 року. У змаганнях брали участь 190 спортсменів з 34 країн — 102 у змаганнях серед чоловіків і 88 у змаганнях серед жінок. Найстаршим серед спортсменів був Майк Діксон з Великої Британії — 29 років, 92 дні, наймолодшою — Діана Расімовічюте з Литви — 17 років, 354 дні.
Ця Олімпіада стала зірковим часом для Уле-Ейнара Б'єрндалена. Він виграв золоті медалі у всіх чотирьох дисциплінах, які проводилися у змаганнях чоловіків, вигравши три індивідуальні гонки та привів Норвегію до золотої медалі в естафеті. Норвежець є єдиним біатлоністом в історії, який виграв чотири золоті нагороди на одній Олімпіаді. У Солт-Лейк-Сіті він також посів п'яте місце у лижних перегонах на 30 км. У жінок найуспішніше виступила Каті Вільгельм з Німеччини. Вона виграла дві золоті й одну срібну нагороду.
Серед команд найбільше нагород здобула Німеччина — 9. Німці взяли медалі у всіх 8 дисциплінах. Норвегія отримала загалом на 3 нагороди менше за Німеччину — 6, але випередила її за кількістю золотих медалей — 4, проти 3 у німців і вийшла на перше загальнокомандне місце.

## Учасники
| Країна                | Кількість спортсменів |
| --------------------- | --------------------- |
| Австрія (AUT)         | 5                     |
| Аргентина (ARG)       | 2                     |
| Білорусь (BLR)        | 11                    |
| Болгарія (BUL)        | 5                     |
| Велика Британія (GBR) | 4                     |
| Греція (GRE)          | 2                     |
| Естонія (EST)         | 4                     |
| Італія (ITA)          | 10                    |
| Казахстан (KAZ)       | 2                     |
| Канада (CAN)          | 1                     |
| Киргизстан (KGZ)      | 1                     |
| Китай (CHN)           | 5                     |
| Латвія (LAT)          | 5                     |
| Литва (LTU)           | 2                     |
| Молдова (MDA)         | 2                     |
| Німеччина (GER)       | 11                    |
| Норвегія (NOR)        | 9                     |
| Південна Корея (KOR)  | 2                     |
| Польща (POL)          | 5                     |
| Росія (RUS)           | 11                    |
| Румунія (ROU)         | 4                     |
| Словаччина (SVK)      | 6                     |
| Словенія (SLO)        | 10                    |
| США (USA)             | 8                     |
| Угорщина (HUN)        | 3                     |
| Україна (UKR)         | 11                    |
| Фінляндія (FIN)       | 9                     |
| Франція (FRA)         | 10                    |
| Хорватія (CRO)        | 1                     |
| Чехія (CZE)           | 10                    |
| Чилі (CHI)            | 2                     |
| Швейцарія (SUI)       | 4                     |
| Швеція (SWE)          | 5                     |
| Японія (JPN)          | 8                     |

## Медальний залік
| Місце | Країна          | Золото | Срібло | Бронза | Всього |
| 1     | Норвегія (NOR)  | 4      | 2      | 0      | 6      |
| 2     | Німеччина (GER) | 3      | 5      | 1      | 9      |
| 3     | Росія (RUS)     | 1      | 0      | 2      | 3      |
| 4     | Франція (FRA)   | 0      | 1      | 1      | 2      |
| 5     | Швеція (SWE)    | 0      | 0      | 2      | 2      |
| 6     | Австрія (AUT)   | 0      | 0      | 1      | 1      |
| 6     | Болгарія (BUL)  | 0      | 0      | 1      | 1      |

### Змагання чоловіків
| Дисципліна                   | Золото                                                                              | Золото    | Срібло                                                         | Срібло    | Бронза                                                            | Бронза    |
| ---------------------------- | ----------------------------------------------------------------------------------- | --------- | -------------------------------------------------------------- | --------- | ----------------------------------------------------------------- | --------- |
| Індивідуальна гонка 20 км    | Уле-Ейнар Б'єрндален · Норвегія                                                     | 51:03.3   | Франк Люк · Німеччина                                          | 51:39.4   | Віктор Майгуров · Росія                                           | 51:40.6   |
| Спринт 10 км                 | Уле-Ейнар Б'єрндален · Норвегія                                                     | 24:51.3   | Свен Фішер · Німеччина                                         | 25:20.2   | Вольфганг Пернер · Австрія                                        | 25:44.4   |
| Гонка переслідування 12,5 км | Уле-Ейнар Б'єрндален · Норвегія                                                     | 32:34.6   | Рафаель Пуаре · Франція                                        | 33:17.6   | Рікко Гросс · Німеччина                                           | 33:30.6   |
| Естафета 4×7,5 км            | Норвегія (NOR) Хальвард Ханевольд Фруде Андресен Егіл Г'єлланд Уле-Ейнар Б'єрндален | 1:23:42.3 | Німеччина (GER) Рікко Гросс Петер Зендель Свен Фішер Франк Люк | 1:24:27.6 | Франція (FRA) Жиль Марге Венсан Дефран Жульєн Робер Рафаель Пуаре | 1:24:36.6 |

### Змагання жінок
| Дисципліна                 | Золото                                                               | Золото    | Срібло                                                                                 | Срібло    | Бронза                                                                       | Бронза    |
| -------------------------- | -------------------------------------------------------------------- | --------- | -------------------------------------------------------------------------------------- | --------- | ---------------------------------------------------------------------------- | --------- |
| Індивідуальна гонка 15 км  | Андреа Генкель · Німеччина                                           | 47:29.1   | Лів Ґрете Пуаре · Норвегія                                                             | 47:37.0   | Маґдалена Форсберґ · Швеція                                                  | 48:08.3   |
| Спринт 7,5 км              | Каті Вільгельм · Німеччина                                           | 20:41.4   | Уші Дізль · Німеччина                                                                  | 20:57.0   | Маґдалена Форсберґ · Швеція                                                  | 21:20.4   |
| Гонка переслідування 10 км | Ольга Пильова · Росія                                                | 31:07.8   | Каті Вільгельм · Німеччина                                                             | 31:13.1   | Ірина Нікульчина · Болгарія                                                  | 31:15.9   |
| Естафета 4×6 км            | Німеччина (GER) Катрін Апель Уші Дізль Андреа Генкель Каті Вільгельм | 1:27:55.8 | Норвегія (NOR) Анн-Елен Шельбрейд Лінда Груббен Гунн Маргіт Андреассен Лів Ґрете Пуаре | 1:28:26.4 | Росія (RUS) Ольга Пильова Галина Куклева Світлана Ішмуратова Альбіна Ахатова | 1:29:20.5 |

## Україна в біатлоні на зимових Олімпійських іграх 2002
Україна була представлена 11 спортсменами — (5 чоловіків і 6 жінок) найбільша кількість серед усіх країн, разом з Білоруссю, Німеччиною і Росією, українські спортсмени взяли участь у змаганнях з усіх 8 дисциплін, але жодної нагороди не здобули. Найкращих результатів українські біатлоністи досягли в естафетних гонках — 7 місце у чоловіків і 10 у жінок.

### Результати чоловіків
| Учасник             | Спринт 10 км | Гонка переслідування 12,5 км | Індивідуальна гонка 20 км | Естафета 4×7,5 км |
| ------------------- | ------------ | ---------------------------- | ------------------------- | ----------------- |
| В'ячеслав Деркач    | 36           | 40                           | 23                        | 7                 |
| Андрій Дериземля    | 38           |                              | 27                        |                   |
| Руслан Лисенко      | 53           |                              | 24                        | 7                 |
| Роман Прима         | 76           |                              | 27                        | 7                 |
| Олександр Біланенко |              |                              | 68                        | 7                 |

### Результати жінок
| Учасник            | Спринт 7,5 км | Гонка переслідування 10 км | Індивідуальна гонка 15 км | Естафета 4×7,5 км |
| ------------------ | ------------- | -------------------------- | ------------------------- | ----------------- |
| Тетяна Водоп'янова | 31            | 26                         |                           | 10                |
| Ніна Лемеш         | 47            |                            |                           | 10                |
| Олена Петрова      | 48            |                            | 24                        | 10                |
| Олена Зубрилова    | 59            |                            | 34                        | 10                |
| Оксана Яковлєва    |               |                            | 27                        |                   |
| Оксана Хвостенко   |               |                            | 29                        |                   |